# AUCTeX
AUCTEX es una extensión para los editores GNU Emacs y XEmacs. Proporciona un entorno de desarrollo integrado para TeX, LaTeX, Texinfo y ConTeXt, agregando muchas funciones importantes que no están incluidos en el modo de Tex estándar de esos editores. Así, la redacción de artículos científicos se facilita enormemente.
AUCTeX puede ejecutar compiladores de TeX y programas complementarios, tales como BibTeX, y visores de PDF y DVI.
AUCTeX incluye vista previa de Latex, generadas con PostScript y muestra directamente en el editor tablas, fórmulas, e imágenes.
Junto con el reftex-mode, que es parte de Emacs, puede manipular con facilidad referencias cruzadas, y también bibliográficas.
AUCTeX es software libre utilizando la Licencia Pública General de GNU (GNU GPL) y eventualmente reemplaza el modo estándar de TeX en Emacs.